# Кемп Спрингс (Мериленд)
Кемп Спрингс (енгл. Camp Springs) насељено је место без административног статуса у америчкој савезној држави Мериленд.

## Демографија
По попису из 2010. године број становника је 19.096, што је 1.128 (6,3%) становника више него 2000. године.
| Група             | 2000.          | 2010.          |
| Белци             | 3.456 (19,2%)  | 1.739 (9,1%)   |
| Афроамериканци    | 13.346 (74,3%) | 15.051 (78,8%) |
| Азијати           | 419 (2,3%)     | 450 (2,4%)     |
| Хиспаноамериканци | 439 (2,4%)     | 1.573 (8,2%)   |
| Укупно            | 17.968         | 19.096         |